# Berlinale 2019
La Berlinale 2019, 69e édition du festival international du film de Berlin (69. Internationalen Filmfestspiele Berlin), se tient du 7 au 17 février 2019.

## Déroulement et faits marquants
Le 19 juin 2018, Dieter Kosslick, directeur historique de la Berlinale, annonce que son successeur Carlo Chatrian entrera en fonction à partir de 2019.
Le 7 décembre 2018, le film d'ouverture est dévoilé. Il s'agit de The Kindness of Strangers (Un hiver à New York) de Lone Scherfig.
Le 11 décembre 2018, c'est la comédienne française Juliette Binoche qui est annoncée comme présidente du jury international. En 1993, elle reçoit la Caméra de la Berlinale aux côtés de Victoria Abril, Gong Li, Corinna Harfouch et Johanna ter Steege. Elle reçoit également du jury de la Berlinale 1997 l'Ours d'argent de la meilleure actrice pour le film Le Patient anglais.
Les premiers films en compétition et en présentation spéciales sont annoncés le 13 décembre 2018.
Le 11 décembre 2018, il est annoncé que l'actrice britannique Charlotte Rampling recevra l'Ours d'or d'honneur. Elle fut présidente du jury en 2006 et reçut l'Ours d'argent de la meilleure actrice pour son rôle dans 45 ans.
Les trois membres du jury international des courts métrages sont annoncés le 21 décembre 2018.
L'ensemble de la compétition est dévoilé le 17 janvier 2019.
Les membres des jurys de la compétition, du meilleur premier film et du meilleur documentaire sont annoncés le 29 janvier 2019,,, ainsi que les hommages rendus.
Le 9 février 2019, Dieter Kosslick signe la Charte pour la parité et la diversité dans les festivals de cinéma portée par le Collectif 50/50 qui présente à cette occasion une étude sur les critiques de films en Europe,,.
Le 11 février 2019, les organisateurs annoncent que le film One Second de Zhang Yimou avec la comédienne Zhang Yi est retiré de la compétition pour l'Ours d'or. Il ne reste plus que 16 films en compétition pour le jury de Juliette Binoche.

## Jurys

### Jury international

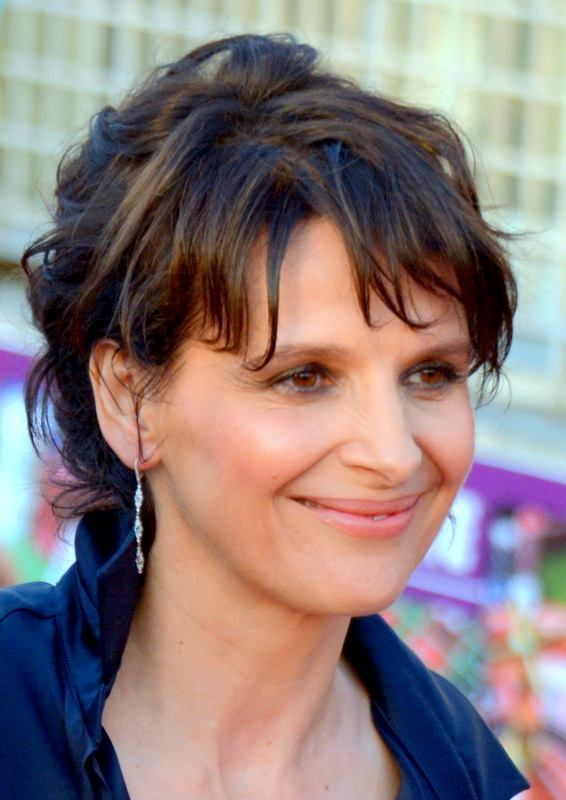
Juliette Binoche, présidente du jury international 2019.

- Juliette Binoche (présidente du jury), comédienne  France
- Justin Chang, critique,  États-Unis
- Sandra Hüller, actrice  Allemagne
- Sebastián Lelio, réalisateur, scénariste et producteur  Chili
- Rajendra Roy, curateur du département cinéma du MoMA  États-Unis
- Trudie Styler, productrice  Royaume-Uni

### Autres jurys

#### Jury international des courts métrages
- Jeffrey Bowers, conservateur en chef chez Vimeo  États-Unis
- Vanja Kaludjercic, directrice des acquisitions MUBI  Croatie
- Koyo Kouoh, commissaire d'exposition indépendante, conservatrice de musée et productrice culturelle  Sénégal

#### Jurys Génération
Generation 14Plus
Generation Kplus
Jury des enfants et jury des jeunes

#### Jury du prix du meilleur premier film
- Katja Eichinger, productrice  Allemagne
- Alain Gomis, scénariste et réalisateur  France  Sénégal
- Vivian Qu, productrice et réalisatrice  Chine

#### Jury du prix du meilleur documentaire
- Maria Bonsanti, programmatrice  Italie
- Gregory Nava, réalisateur, scénariste, producteur, monteur et directeur de la photographie  États-Unis
- Maria Ramos, réalisatrice  Brésil

## Sélections

### Compétition
La sélection officielle en compétition se compose de 16 films.
| Titre                                                                   | Réalisation            | Pays             | Distribution |
| ----------------------------------------------------------------------- | ---------------------- | ---------------- | --- |
| Un hiver à New York (The Kindness of Strangers) (film d'ouverture)      | Lone Scherfig          | Danemark         | Zoe Kazan, Tahar Rahim, Andrea Riseborough, Bill Nighy, Jay Baruchel, Caleb Landry Jones, David Dencik                                       |
| Elisa et Marcela (Elisa y Marcela)                                      | Isabel Coixet          | Espagne          | Natalia de Molina, Greta Fernández, Sara Casasnovas, Tamar Novas, María Pujalte                                                              |
| Der Boden unter den Füßen                                               | Marie Kreutzer         | Autriche         | Pia Hierzegger, Mavie Hörbiger |
| Dieu existe, son nom est Petrunya (Gospod postoi, imeto i' e Petrunija) | Teona Strugar Mitevska | Macédoine        | Zorica Nusheva, Labina Mitevska, Simeon Moni Damevski, Suad Begovski, Violeta Shapkovska, Stefan Vujisic, Xhevdet Jahari, Andrijana Kolevska |
| Golden Glove (Der Goldene Handschuh)                                    | Fatih Akin             | Allemagne France | Jonas Dassler, Margarethe Tiesel, Hark Bohm                                                                                                  |
| Grâce à Dieu                                                            | François Ozon          | France           | Melvil Poupaud, Denis Ménochet, Swann Arlaud, Josiane Balasko, Hélène Vincent                                                                |
| J'étais à la maison, mais... (Ich war zuhause, aber)                    | Angela Schanelec       | Allemagne Serbie | Maren Eggert, Franz Rogowski |
| Les Sœurs (Kız Kardeşler)                                               | Emin Alper             | Turquie          | Cemre Ebüzziya, Ece Yüksel, Helin Kandemir, Kayhan Açikgöz, Müfit Kayacan, Kubilay Tunçer                                                    |
| Piranhas                                                                | Claudio Giovannesi     | Italie           | Francesco Di Napoli, Ar Tem, Viviana Aprea, Pasquale Marotta                                                                                 |
| L'Ombre de Staline (Mr. Jones)                                          | Agnieszka Holland      | Royaume-Uni      | James Norton, Vanessa Kirby, Peter Sarsgaard                                                                                                 |
| La Femme des steppes, le Flic et l'Œuf (Öndög)                          | Wang Quan'an           | Mongolie         | Dulamjav Enkhtaivan, Aorigeletu, Norovsambuu Batmunkh                                                                                        |
| Out Stealing Horses (Ut og stjæle hester)                               | Hans Petter Moland     | Norvège          | Stellan Skarsgård, Tobias Santelmann, Bjørn Floberg, Danica Curcic                                                                           |
| Répertoire des villes disparues                                         | Denis Côté             | Canada           | Robert Naylor, Josée Deschênes, Jean-Michel Anctil, Diane Lavallée, Hubert Proulx, Rachel Graton                                             |
| So Long, My Son (Dì jiǔ tiān cháng)                                     | Wang Xiaoshuai         | Chine            | Wang Jingchun, Yong Mei, Qi Xi, Roy Wang, Du Jiang, Ai Liya, Xu Cheng, Li Jingjing, Zhao Yanguozhang                                         |
| Synonymes                                                               | Nadav Lapid            | France Israël    | Tom Mercier, Quentin Dolmaire, Louise Chevillotte                                                                                            |
| Benni (Systemsprenger)                                                  | Nora Fingscheidt       | Allemagne        | Helena Zengel, Albrecht Schuch, Gabriela Maria Schmeide, Lisa Hagmeister                                                                     |

### Hors compétition
6 films sont présentés hors compétition.
| Titre             | Réalisation   | Pays                               | Distribution |
| ----------------- | ------------- | ---------------------------------- | --- |
| L'Adieu à la nuit | André Téchiné | France                             | Catherine Deneuve, Kacey Mottet-Klein, Oulaya Amamra, Stéphane Bak, Mohamed Djouhri                                              |
| Amazing Grace     | Alan Elliott  | États-Unis                         | Film documentaire |
| Marighella        | Wagner Moura  | Brésil                             | Seu Jorge, Adriana Esteves, Bruno Gagliasso, Jorge Paz, Luiz Carlos Vasconcelos, Humberto Carrão, Bella Camero, Ana Paula Bouzas |
| The Operative     | Yuval Adler   | Allemagne Israël France États-Unis | Diane Kruger, Martin Freeman, Cas Anvar                                                                                          |
| Varda par Agnès   | Agnès Varda   | France                             | Film documentaire |
| Vice              | Adam McKay    | États-Unis                         | Christian Bale, Amy Adams, Steve Carell, Sam Rockwell, Bill Pullman, Tyler Perry                                                 |

### Berlinale Special
| Titre                                                         | Réalisation                                              | Pays                   | Distribution                                                                     |
| ------------------------------------------------------------- | -------------------------------------------------------- | ---------------------- | -------------------------------------------------------------------------------- |
| Anthropocene: The Human Epoch                                 | Jennifer Baichwal, Nicholas de Pencier, Edward Burtynsky | Canada                 |                                                                                  |
| Le Garçon qui dompta le vent (The Boy Who Harnessed the Wind) | Chiwetel Ejiofor                                         | Royaume-Uni            |                                                                                  |
| Brecht                                                        | Heinrich Breloer                                         | Allemagne Autriche     | Burghart Klaußner, Tom Schilling, Adele Neuhauser, Trine Dyrholm, Ernst Stötzner |
| El Norte                                                      | Gregory Nava                                             | États-Unis Royaume-Uni |                                                                                  |
| Gully Boy                                                     | Zoya Akhtar                                              | Inde                   | Ranveer Singh, Alia Bhatt, Kalki Koechlin, Vijay Raaz                            |
| It Could Have Been Worse - Mario Adorf                        | Dominik Wessely                                          | Allemagne              |                                                                                  |
| Kids in the Spotlight                                         | Alice Agneskirchner                                      | Allemagne              |                                                                                  |
| Peter Lindbergh - Women Stories                               | Jean Michel Vecchiet                                     | Allemagne              |                                                                                  |
| Le Photographe (Photograph)                                   | Ritesh Batra                                             | Inde                   |                                                                                  |
| Watergate (documentaire)                                      | Charles Ferguson                                         | États-Unis             | Douglas Hodge, Dan Rather, Lesley Stahl                                          |
| Celle que vous croyez                                         | Safy Nebbou                                              | France                 |                                                                                  |
| You Only Live Once - Die Toten Hosen on Tour                  | Cordula Kablitz-Post                                     | Allemagne              |                                                                                  |

### Panorama

#### Films de fiction
| Titre                                       | Réalisation                   | Pays                                | Distribution                                                                                               |
| ------------------------------------------- | ----------------------------- | ----------------------------------- | --- |
| 37 Seconds                                  | Hikari                        | Japon                               | Mei Kayama, Misuzu Kanno, Makiko Watanabe, Shunsuke Daitō, Yuka Itaya                                      |
| All My Loving                               | Edward Berger                 | Allemagne                           | Lars Eidinger, Nele Mueller-Stöfen, Hans Löw                                                               |
| Breve historia del planeta verde            | Santiago Loza                 | Argentine                           | Romina Escobar, Paula Grinszpan, Luis Soda                                                                 |
| Buoyancy                                    | Rodd Rathjen                  | Australie                           | Sarm Heng, Thanawut Kasro, Mony Ros                                                                        |
| Dafne                                       | Federico Bondi                | Italie                              | Carolina Raspanti, Antonio Piovanelli, Stefania Casini                                                     |
| The Day After I'm Gone                      | Nimrod Eldar                  | Israël                              | Menashe Noy, Zohar Meidan                                                                                  |
| Divino Amor                                 | Gabriel Mascaro               | Brésil                              | Dira Paes, Julio Machado                                                                                   |
| A Dog Barking at the Moon                   | Xiang Zi                      | Chine                               | Nan Ji, Naren Hua, Zhang Xinyue                                                                            |
| Chained (Eynayim Sheli )                    | Yaron Shani                   | Israël Allemagne                    | Eran Naim, Stav Almagor, Stav Patai                                                                        |
| La fiera y et la fiesta                     | Laura Amelia Guzmán           | République dominicaine              | Geraldine Chaplin, Udo Kier, Luis Ospina, Jaime Piña, Jackie Ludueña                                       |
| Flatland                                    | Jenna Bass                    | Afrique du Sud Allemagne Luxembourg | Faith Baloyi, Nicole Fortuin, Izel Bezuidenhout                                                            |
| Flesh Out                                   | Michela Occhipinti            | Italie                              | Verida Beitta Ahmed Deiche, Amal Saab Bouh Oumar, Aichetou Abdallahi Najim, Sidi Mohamed Chighaly          |
| Greta                                       | Armando Praça                 | Brésil                              | Marco Nanini, Denise Weinberg, Demick Lopes, Gretta Sttar                                                  |
| Hellhole                                    | Bas Devos                     | Belgique Pays-Bas                   | Willy Thomas, Alba Rohrwacher, Lubna Azabal, Hamza Belarbi                                                 |
| Jessica Forever                             | Caroline Poggi Jonathan Vinel | France                              | Aomi Muyock, Sebastian Urzendowsky, Augustin Raguenet, Lukas Ionesco, Eddy Suiveng, Paul Hamy, Maya Coline |
| Acid (Кислота)                              | Alexandre Gortchiline         | Russie                              | Filipp Avdeev, Alexander Kuznetsov, Arina Shevtsova, Alexandra Rebenok, Savva Saveliev                     |
| Light of My Life                            | Casey Affleck                 | États-Unis                          | Casey Affleck, Elisabeth Moss                                                                              |
| 90's (Mid90s)                               | Jonah Hill                    | États-Unis                          | Sunny Suljic, Lucas Hedges, Katherine Waterston, Na-Kel Smith, Olan Prenat                                 |
| Family Members (Los miembros de la familia) | Mateo Bendesky                | Argentine                           | Tomás Wicz, Laila Maltz, Alejandro Russek                                                                  |
| Monos                                       | Alejandro Landes              | Colombie Argentine                  | Julianne Nicholson, Moisés Arias, Sofia Buenaventura, Julián Giraldo, Karen Quintero                       |
| O Beautiful Night                           | Xaver Böhm                    | Allemagne                           | Noah Saavedra, Marko Mandić, Vanessa Loibl                                                                 |
| Šavovi                                      | Miroslav Terzić               | Serbie                              | Snežana Bogdanović, Marko Baćović, Jovana Stojiljković                                                     |
| The Shadow Play                             | Lou Ye                        | Chine                               | Jing Boran, Song Jia, Qin Hao, Ma Sichun                                                                   |
| Skin                                        | Guy Nattiv                    | États-Unis                          | Jamie Bell, Danielle Macdonald, Vera Farmiga, Bill Camp, Mike Colter                                       |
| The Souvenir                                | Joanna Hogg                   | Royaume-Uni                         | Honor Swinton Byrne, Tom Burke, Tilda Swinton                                                              |
| Le Voyage de Marta                          | Neus Ballús                   | Espagne                             | Sergi López, Elena Andrada, Ian Samsó, Diomaye A. Ngom, Madeleine C. Ndong                                 |
| Tremblements (Temblores)                    | Jayro Bustamante              | Guatemala                           | Juan Pablo Olyslager, Mauricio Armas Zebadúa, Diane Bathen, María Telón                                    |
| The Miracle of the Sargasso Sea             | Syllas Tzoumerkas             | Grèce                               | Angeliki Papoulia, Youla Boudali, Christos Passalis, Argyris Xafis, Thanasis Dovris                        |
| Woo Sang                                    | Lee Su-jin                    | Corée du Sud                        | Han Seok-kyu, Sul Kyung-gu, Chun Woo-hee                                                                   |

#### Films documentaires
| Titre                                                                       | Réalisation       | Pays                | Distribution |
| --------------------------------------------------------------------------- | ----------------- | ------------------- | ------------ |
| A Dog Called Money                                                          | Seamus Murphy     | Irlande Royaume-Uni |              |
| Waiting for the Carnival (Estou Me Guardando Para Quando O Carnaval Chegar) | Marcelo Gomes     | Brésil France       |              |
| Selfie                                                                      | Agostino Ferrente | Italie              |              |
| Shooting the Mafia                                                          | Kim Longinotto    | Irlande             |              |
| What She Said: The Art of Pauline Kael                                      | Rob Garver        | États-Unis          |              |

## Palmarès

### Compétition officielle
| Prix                                                  | Attribué à                                                                          | Pays             |
| ----------------------------------------------------- | ----------------------------------------------------------------------------------- | ---------------- |
| Ours d'or                                             | Synonymes de Nadav Lapid                                                            | France Israël    |
| Grand prix du jury                                    | Grâce à Dieu de François Ozon                                                       | France           |
| Ours d'argent du meilleur réalisateur                 | Angela Schanelec pour I Was at Home, but                                            | Allemagne Serbie |
| Ours d'argent du meilleur acteur                      | Wang Jingchun dans So Long, My Son                                                  | Chine            |
| Ours d'argent de la meilleure actrice                 | Yong Mei dans So Long, My Son                                                       | Chine            |
| Ours d'argent du meilleur scénario                    | Maurizio Braucci, Claudio Giovannesi et Roberto Saviano pour La paranza dei bambini | Italie           |
| Ours d'argent de la meilleure contribution artistique | Rasmus Videbæk (direction photo) pour Out Stealing Horses de Hans Petter Moland     | Norvège          |
| Prix Alfred-Bauer                                     | Benni de Nora Fingscheidt                                                           | Allemagne        |

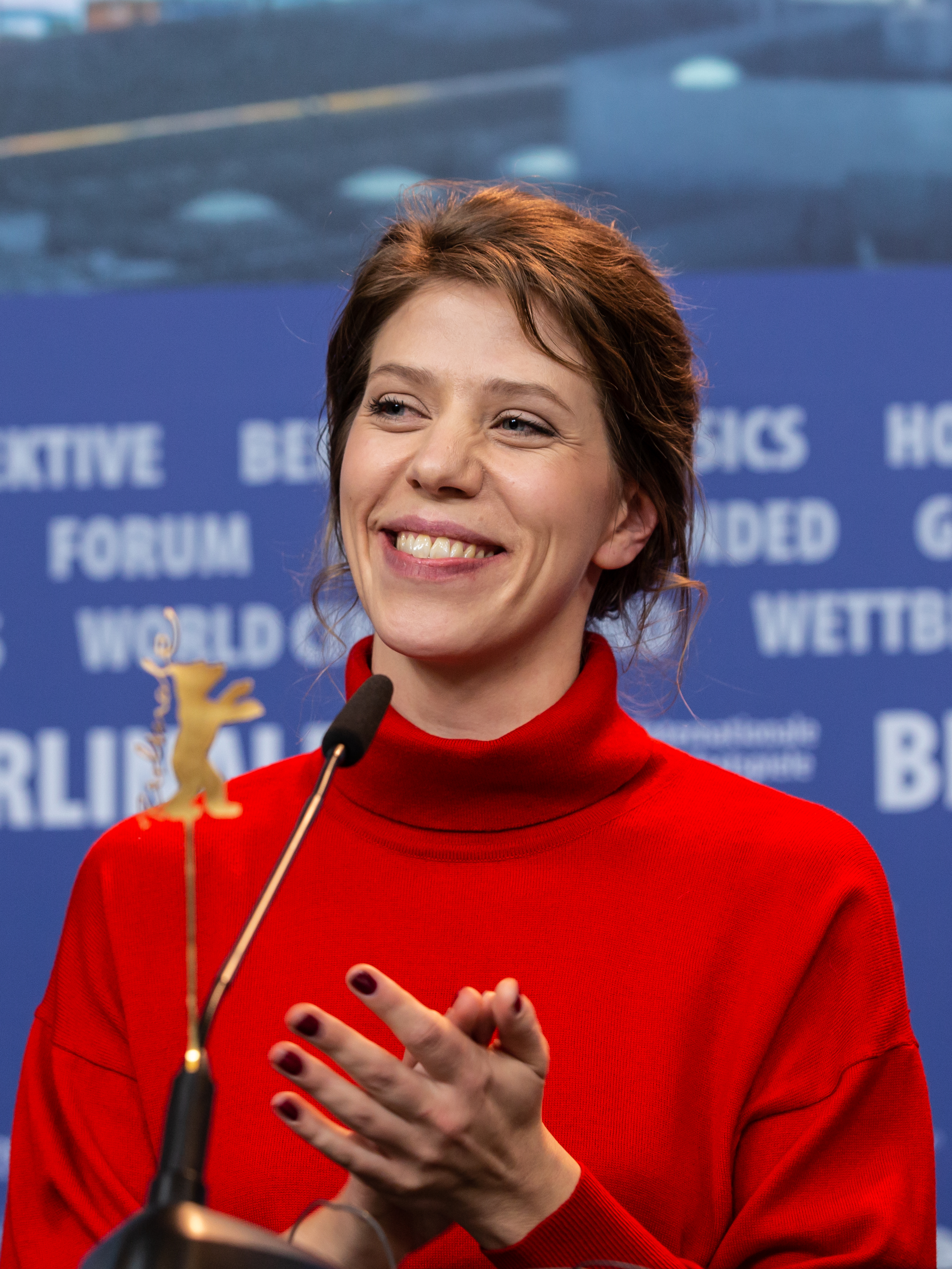
Nora Fingscheidt (Benni)
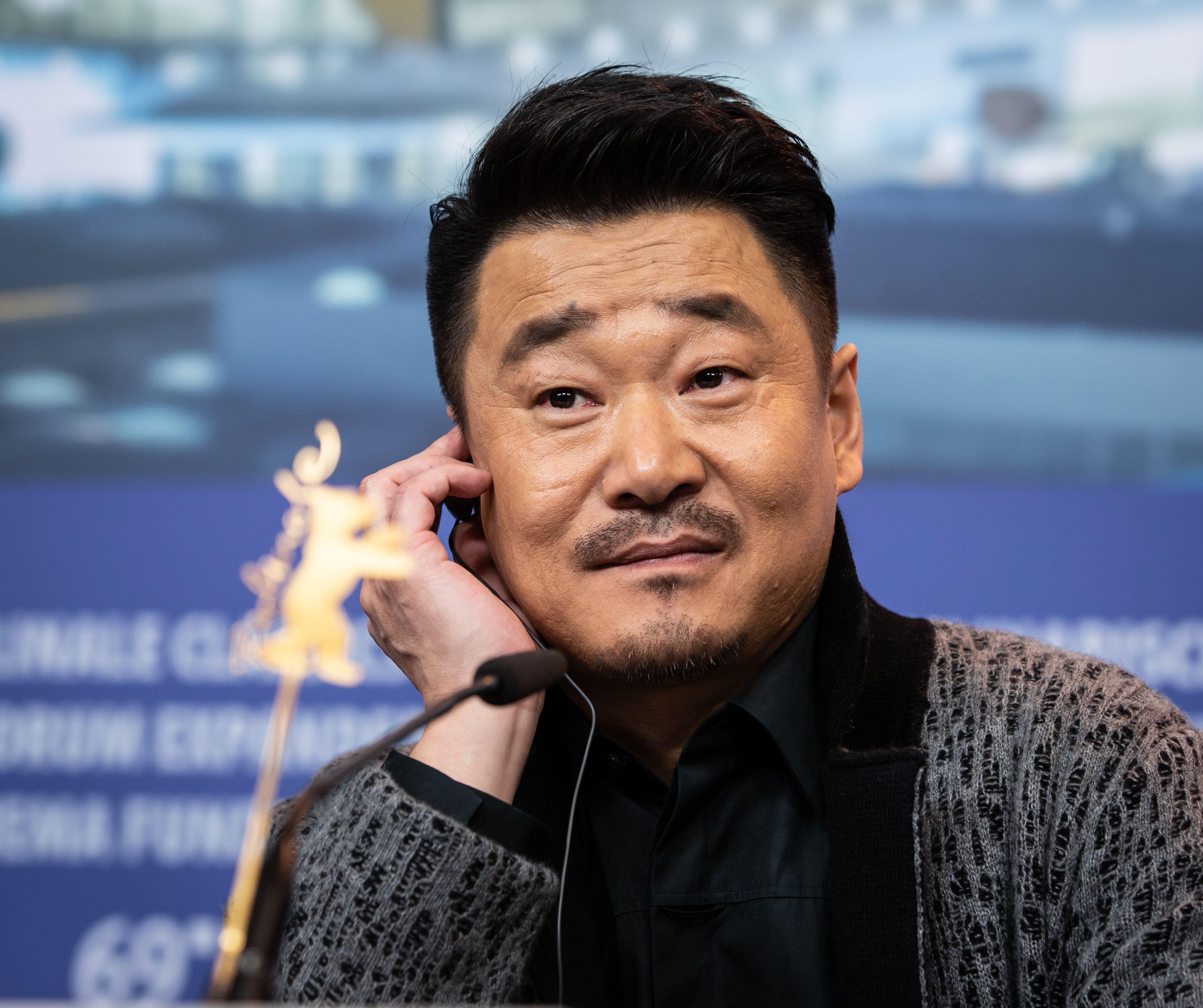
Wang Jingchun (Di jiu tian chang)
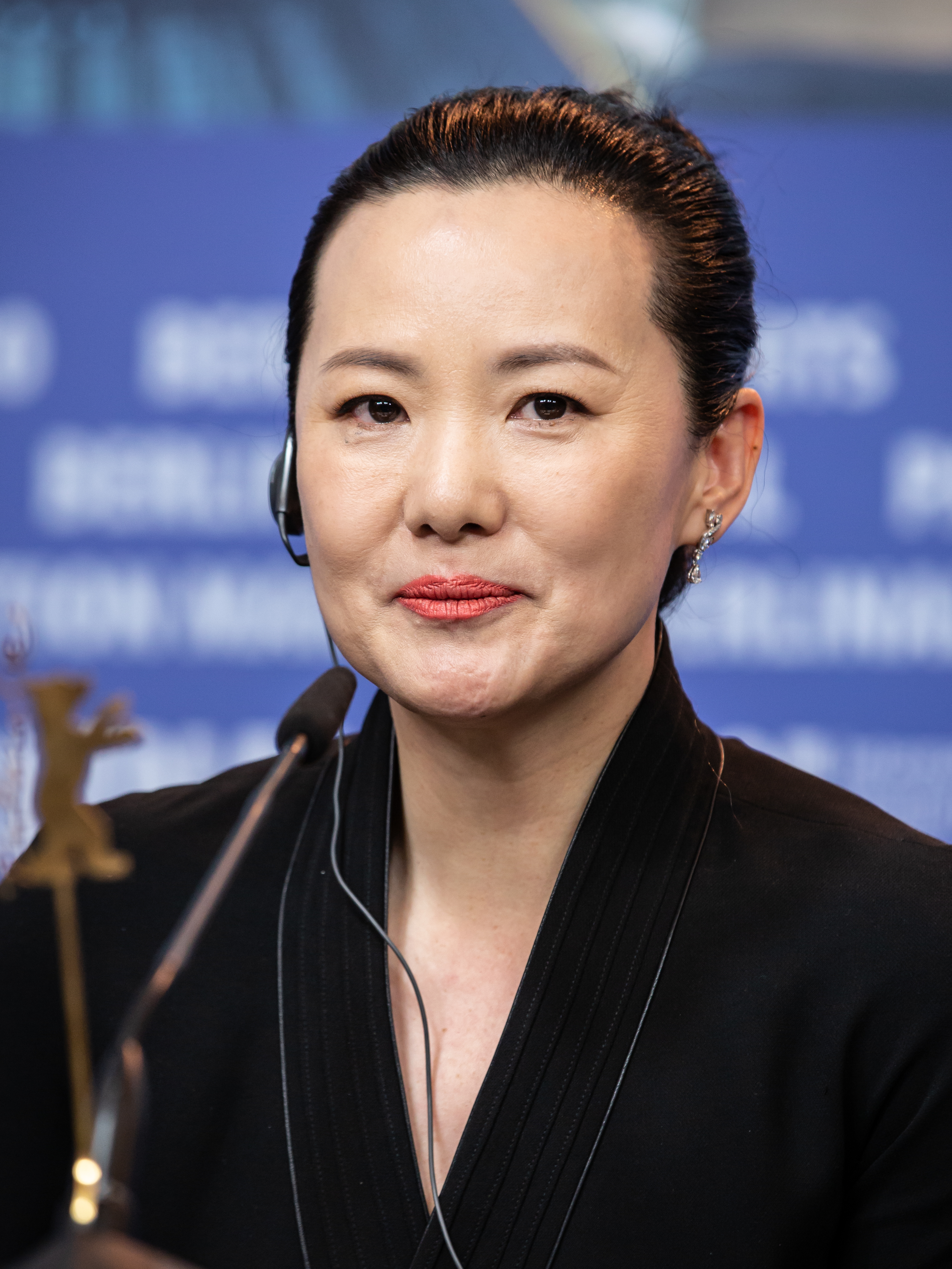
Yong Mei (Di jiu tian chang)

### Prix spéciaux

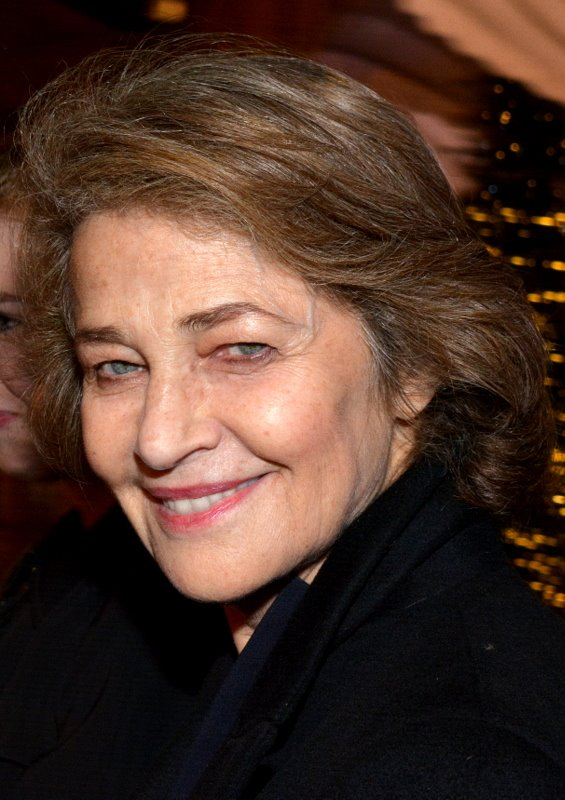
Charlotte Rampling récompensée par l'Ours d'or d'honneur.

| Prix                   | Attribué à         | Pays        |
| ---------------------- | ------------------ | ----------- |
| Ours d'or d'honneur    | Charlotte Rampling | Royaume-Uni |
| Caméra de la Berlinale | Sandra Schulberg   | États-Unis  |
| Caméra de la Berlinale | Wieland Speck      | Allemagne   |
| Caméra de la Berlinale | Agnès Varda        | France      |
| Caméra de la Berlinale | Herrmann Zschoche  | Allemagne   |

### Prix du meilleur premier film
| Prix                  | Attribué à                      | Pays      |
| --------------------- | ------------------------------- | --------- |
| Meilleur premier film | Oray de Mehmet Akif Büyükatalay | Allemagne |

### Prix du meilleur documentaire
- Talking About Trees de Suhaib Gasmelbari

### Prix FIPRESCI
- Compétition : Synonymes de Nadav Lapid
- Panorama : Dafne de Federico Bondi
- Forum : The Children of the Dead de Kelly Copper et Pavol Liska

### Prix œcuménique
- Dieu existe, son nom est Petrunya (Gospod postoi, imeto i' e Petrunija) de Teona Strugar Mitevska

### Teddy Award
- Breve historia del planeta verde de Santiago Loza

### Shooting Stars
| Acteurs                                                                          | Actrices                                                                                    | Jury                                                                                |
| -------------------------------------------------------------------------------- | ------------------------------------------------------------------------------------------- | ----------------------------------------------------------------------------------- |
| Elliott Crosset Hove Dawid Ogrodnik Ardalan Esmaili Milan Marić Blagoj Veselinov | Ine Marie Wilmann Kristín Þóra Haraldsdóttir Emma Drogunova Aisling Franciosi Rea Lest-Liik | Avy Kaufman Ingvar Sigurðsson Macdara Kelleher Tara Karajica Teona Strugar Mitevska |